# Królestwo Grecji (1935–1941)
Królestwo Grecji (gr. Βασίλειον τῆς Ἑλλάδος) – historyczne państwo w dziejach Grecji, istniało w latach 1935-1941.
Królestwo Grecji powstało w efekcie zamachu stanu Jeorjosa Kondilisa, który obalił Drugą Republikę Grecką. Przeprowadzony został plebiscyt zatwierdzający restaurację królestwa. Do kraju powrócił obalony w 1924 roku król Jerzy II.
Państwo istniało do czasu wmieszania Grecji w II wojnę światową. Pomimo iż dyktatura Joanisa Metaksasa miała charakter para-faszystowski, król był zdecydowanie probrytyjski. Grecja została zaatakowana przez Włochy pod przywództwem Benita Mussoliniego. Co prawda wojna grecko-włoska przebiegała po myśli greckiej, to włączenie się do niej III Rzeszy spowodowało klęskę armii greckiej. Król Jerzy II wyemigrował do Wielkiej Brytanii, gdzie powstał rząd emigracyjny.